# Rafle des Villeurbannais

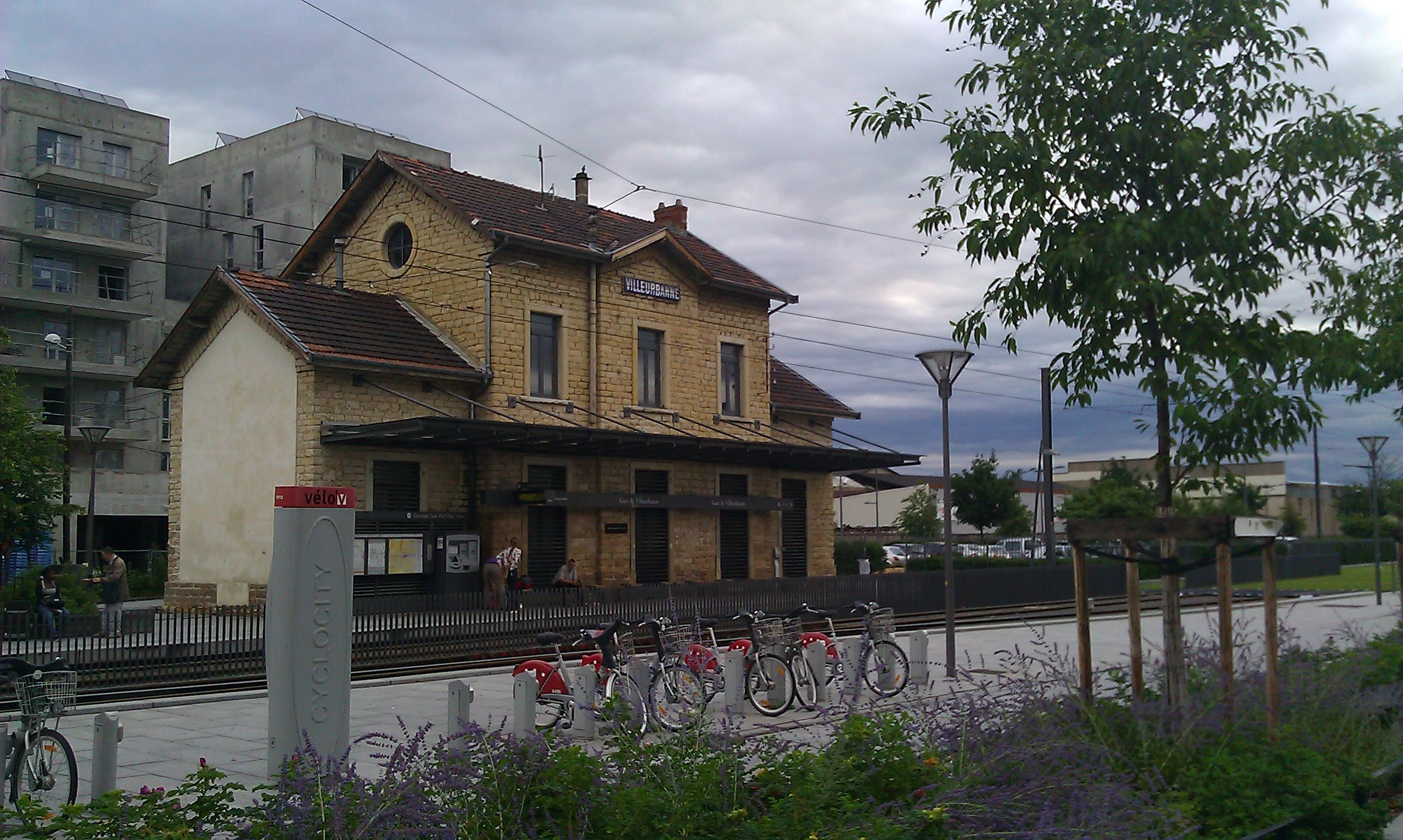
Gare de Villeurbanne, d'où sont partis les convois.

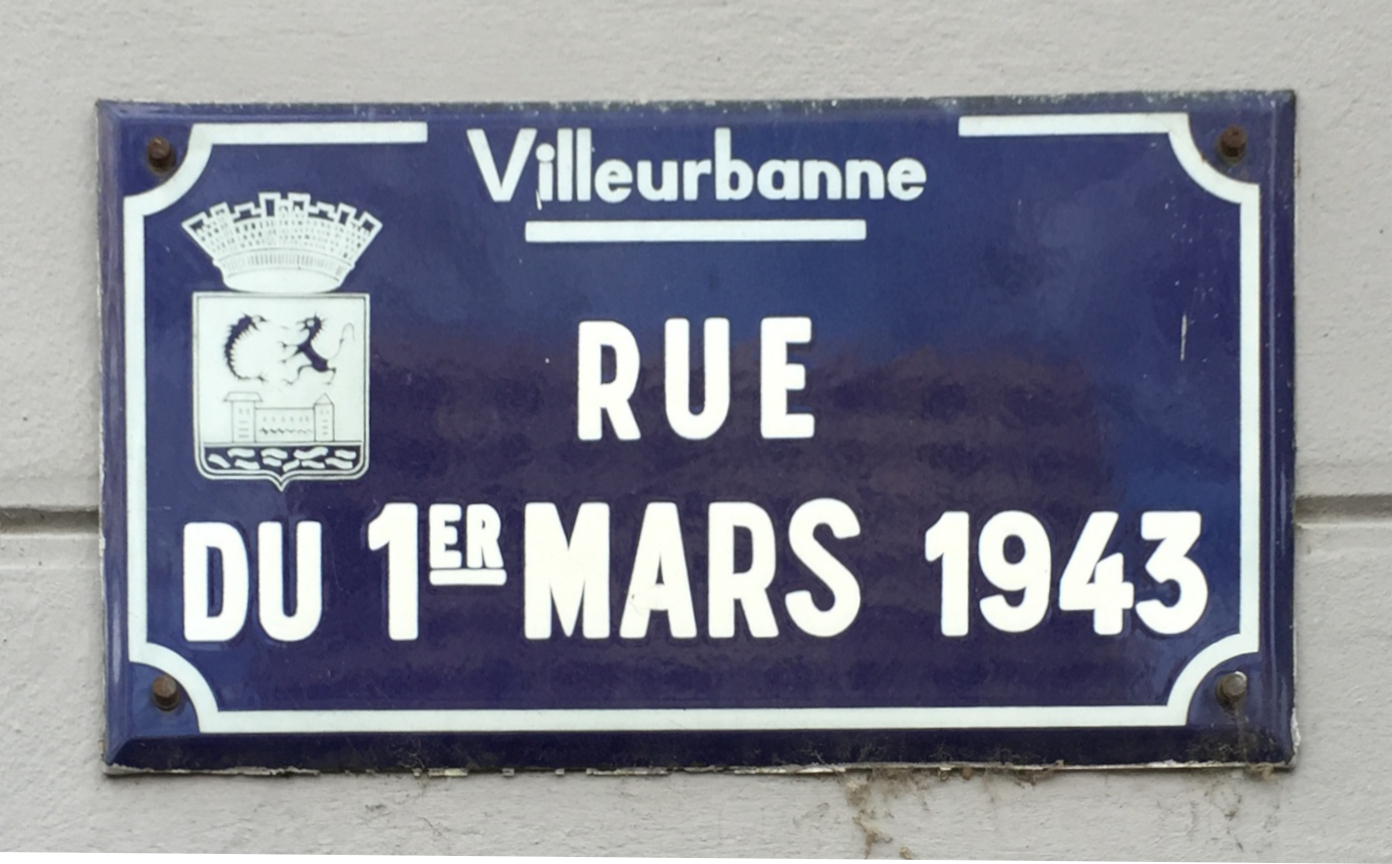
Rue du 1er-mars-1943 à Villeurbanne.

La rafle des Villeurbannais est une arrestation massive de civils qui s'est déroulée à Villeurbanne le 1er mars 1943.

## Contexte historique
Les forces du Troisième Reich et de ses alliés doivent faire face, surtout depuis 1942, à des revers (bataille de Stalingrad, débarquement allié en Afrique du Nord...) qui obligent à mobiliser de plus en plus leurs ouvriers pour aller combattre.
La zone libre est envahie à partir du 11 novembre 1942 (opération Anton) et, donc, Villeurbanne est occupée par l'armée allemande en ce mois de mars 1943.
Cette rafle de civils suit, à quelques jours près, une vaste opération menée en zone sud en représailles de l'attentat du 13 février 1943 contre deux officiers de la Luftwaffe au pont des Arts à l'entrée du jardin des Tuileries, à Paris. Cette opération avait pour objectif la déportation de 2 000 juifs de l'ancienne zone libre.
C'est également dans le contexte plus large de la prise de conscience par les Allemands de la mise en place d'une guerre d'usure que cette rafle a lieu. Par un décret du 14 décembre 1942, Himmler exige d'une part des différents organismes policiers du Reich et en territoires occupés l’envoi dans les camps avant fin janvier 1943, puis fin juin 1943, de 35 000 « détenus aptes au travail » ; en parallèle, Himmler impose désormais que les détenus des camps de concentration soient mis à contribution dans les usines du Reich. D'autre part, on se trouve également au moment où Sauckel, n'ayant pu obtenir sur la base du volontariat les bras qui manquent à l'industrie allemande, met en place le STO. Et en région lyonnaise, les réquisitions de main-d'œuvre se font sur fond d'opposition. En octobre 1942, avaient éclaté des incidents à Oullins, dans la banlieue lyonnaise, où on avait écrit sur les trains « Laval assassin ! ».

## Déroulement
Le 1er mars 1943, des soldats de la Wehrmacht aidés par la Milice française, mise sur pied le 30 janvier 1943, bouclent un quartier entier de Villeurbanne, compris entre l’actuelle station de métro Flachet - Alain Gilles et la place Grandclément.

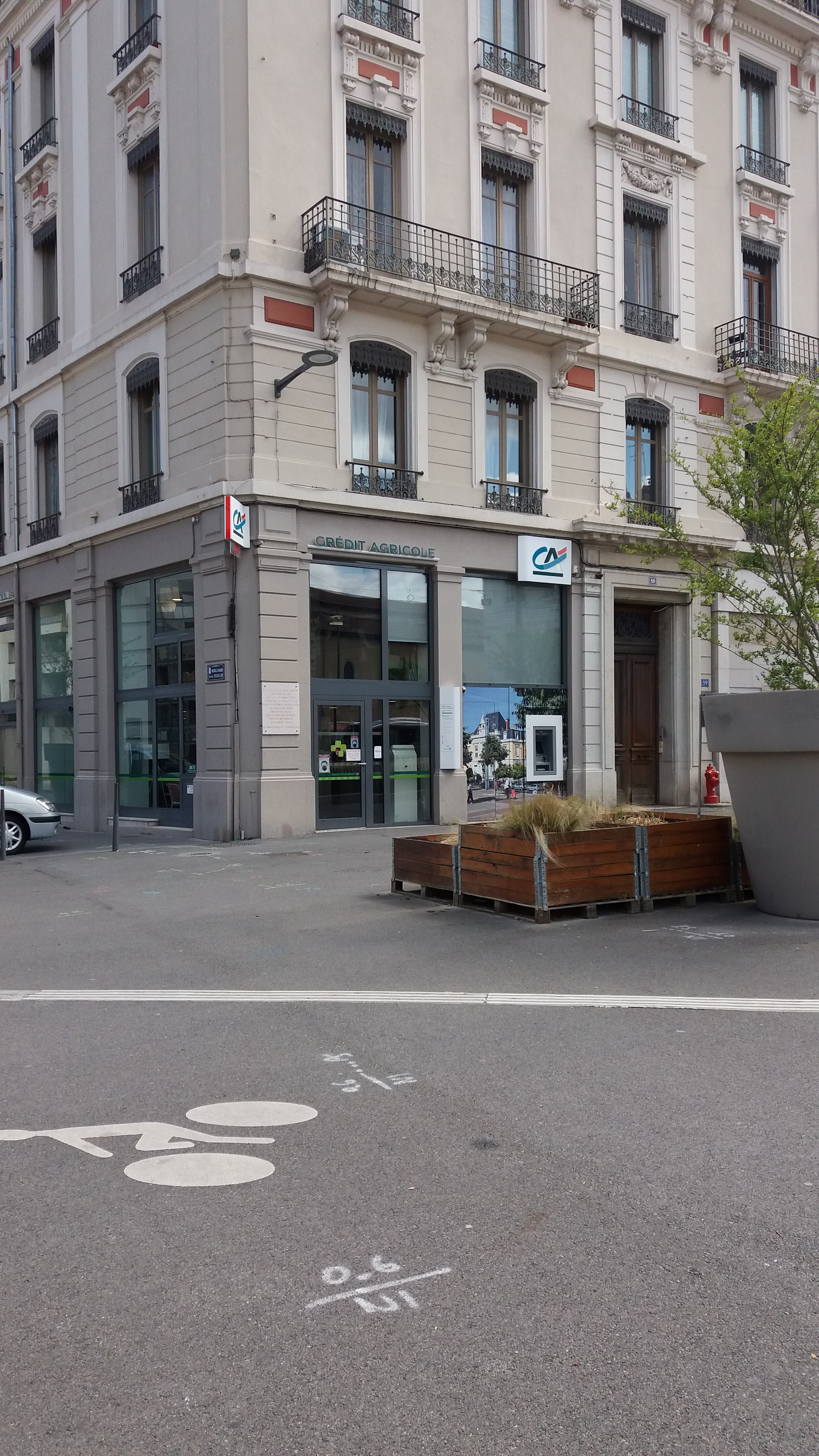
Ancien café Jacob, place Grandclément.

Au total, trois-cents hommes de seize à soixante ans sont arrêtés. Les hommes sont rassemblés au café Jacob à l'angle du boulevard Eugène-Réguillon, sur la place Grandclément. Cent-quatre-vingt-trois d’entre eux sont parqués dans la cour du pensionnat de l’Immaculée-Conception, d'où ils sont dirigés le soir même vers la gare de Villeurbanne. Ils sont embarqués dans des wagons, en direction de camps d'internement. Les sources divergent ici :
- Pour certains, cent-quarante-cinq d'entre eux sont de là envoyés aux camps de Drancy pour ceux portant un nom de A à L, de Pithiviers pour ceux portant un nom de M à Z[réf. nécessaire].
- Pour d'autres, les cent-quatre-vingts prisonniers sont dirigés au camp de Royallieu près de Compiègne[5]. Ils sont ensuite déportés en Allemagne, par le convoi no 3 du 16 avril pour les premiers, par le convoi no 4 du 20 avril pour les seconds[6].

Ils arrivent à Mauthausen, où ils sont affectés soit au camp central, soit dans les kommandos annexes, soit encore dans d’autres camps. Quarante-cinq meurent dans les camps, soixante-treize survivent jusqu'à leur libération à la fin de la guerre et quinze meurent dans les mois qui suivent leur retour.

## Commémoration

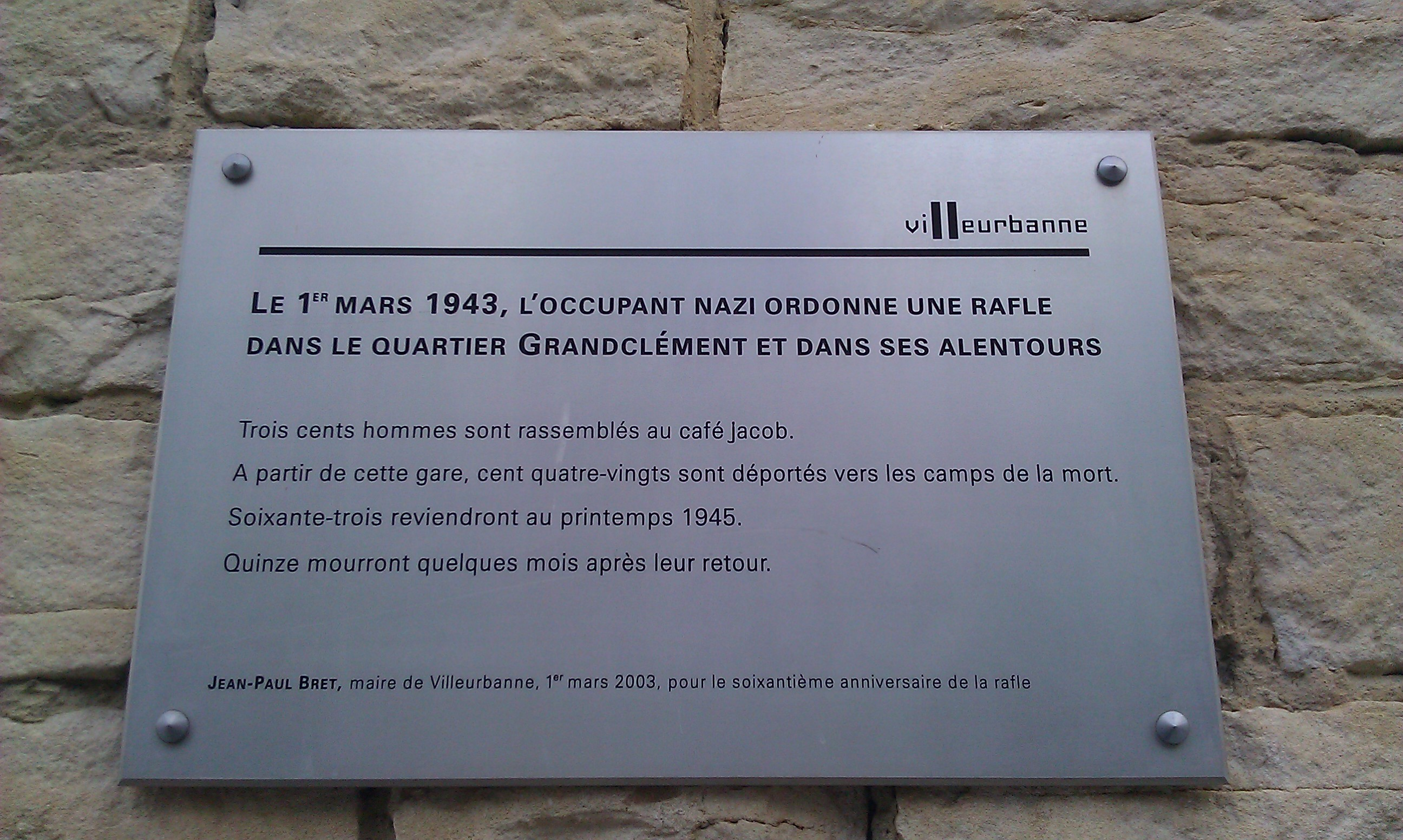
Plaque commémorative apposée sur la gare de Villeurbanne, lors de la célébration du soixantième anniversaire de la rafle, en 2003.

Chaque 1er mars, Villeurbanne se souvient de ce tragique événement. Des commémorations sont organisées par la mairie, les associations de mémoire de la Shoah et de la Déportation, ainsi qu'une messe spéciale en l'église située place Grandclément en présence des autorités civiles, des Anciens combattants et des familles de déportés (le dimanche le plus proche du 1er mars). Cette dernière est suivie de cérémonies civiles en différents points emblématiques de la rafle, jusqu'à la gare de Villeurbanne.
Une rue du 1er-mars-1943 a été dédiée à cette rafle par la commune de Villeurbanne.